# Haparanda tingsrätt
Haparanda tingsrätt är en tingsrätt i Norrbottens län med kansli i Haparanda. Tingsrättens domkrets omfattar kommunerna Haparanda, Kalix, Pajala, Överkalix och Övertorneå. Tingsrätten med dess domkrets ingår i domkretsen för Hovrätten för Övre Norrland.

## Administrativ historik
Vid tingsrättsreformen 1971 bildades denna tingsrätt i Haparanda av häradsrätterna för Torneå tingslag, Kalix domsagas tingslag samt Pajala och Korpilombolo tingslag. Domkretsen bildades av Torneå domsaga och Kalix domsaga. Sedan 1971 omfattar domkretsen (domsagan) Haparanda, Kalix, Pajala, Överkalix och Övertorneå kommuner. Tingsplatser var inledningsvis, förutom Haparanda och Kalix, även Pajala och Överkalix.

## Lagmän
- 1971–1989: Irvis Scheynius
- 1989–1998: Claes Rundgren
- 1998–2010: Per-Håkan Hansson
- 2010–2013: Anders Erlman
- 2013–: Agneta Karlsson[3]